# Jacques Berthieu
São Jacques Berthieu (27 de novembro de 1838 em Polminhac, Cantal, França - 8 de junho de 1896 em Ambiatibe, Madagáscar), foi um sacerdote jesuíta francês, missionário em Madagáscar. Morreu pela fé cristã durante a rebelião de 1896. 
É o primeiro mártir de Madagáscar a ser beatificado. Foi canonizado pelo Papa Bento XVI em 21 de outubro de 2012.